# Artëm Jarčuk
Artёm Nikolaevič Jarčuk (in russo Артём Николаевич Ярчук?, traslitterazione anglosassone Artem Nikolayevich Yarchuk; Jaroslavl', 3 maggio 1990 – Jaroslavl', 7 settembre 2011) è stato un hockeista su ghiaccio russo, scomparso nell'incidente aereo che ha coinvolto la Lokomotiv Jaroslavl', squadra della Kontinental Hockey League.

## Carriera

### Club
Originario di Jaroslavl' Jarčuk iniziò la propria carriera nella seconda squadra della Lokomotiv Jaroslavl', militante nella terza divisione russa. Dal 2005 al 2009 disputò in totale 100 partite, con 38 reti e 30 assist forniti. A partire dal 2009 iniziò la propria carriera professionistica nella seconda divisione russa, la Vysšaja Chokkejnaja Liga, giocando in prestito per alcune formazioni. Nel campionato 2010-2011 esordì in Kontinental Hockey League con la prima squadra della Lokomotiv Jaroslavl', collezionando 17 presenze.

### Nazionale
In nazionale Jarčuk esordì nella selezione U-18 nel campionato mondiale del 2008, durante il quale la Russia conquistò la medaglia di bronzo.

## Incidente aereo
Il 7 settembre 2011 Jarčuk perse la vita quando un Yakovlev Yak-42, che portava a bordo l'intera squadra e lo staff della Lokomotiv, si schiantò al suolo nei pressi di Jaroslavl'. Il volo era diretto a Minsk, dove era in programma l'incontro d'esordio della stagione 2011-12. Delle 45 persone a bordo dell'aereo solo un pilota sopravvisse all'incidente.